# Zielony Bór (Litwa)
Zielony Bór (lit. Žaliašilis) – wieś na Litwie, w rejonie wileńskim, 9 km na południe od Ławaryszek, zamieszkana przez 7 osób.  
W II Rzeczypospolitej wieś Zielony Bór leżała w województwie wileńskim, w powiecie wileńsko-trockim, w gminie Mickuny.
Po II wojnie światowej w granicach Związku Sowieckiego. Od 1991 na niepodległej Litwie.